# Аленева
Аленева (англ. Aleneva) — статистически обособленная местность в боро Кадьяк-Айленд в штате Аляска, США.

## География и климат
Аленева расположена на южном побережье острова Афогнака, к северу от острова Кадьяк. Деревня раскинулась на побережье Малинового пролива, напротив Малого Малинового острова.
Кадьякский архипелаг получает тепло от японского течения. Климат аналогичен таковому на Юго-Востоке Аляски, но количество осадков отличается в меньшую сторону. Температура января колеблется в пределах от −10 до 8 °C, июля — от 4 до 24 °C. Среднегодовое количество осадков составляет 187, 96 см.
По данным Бюро переписи населения США, общая площадь деревни составляет 161,1 км2.

## Население
Согласно переписи 2010 года, численность населения деревни составляет 37 человек.
Аленева известна как поселение староверов, чьи предки поселились в Вудберне в штате Орегон, после того как Октябрьская революция изгнала их из России.
Около 1,5 % населения составляют коренные жители Аляски.
Согласно переписи населения 2000 года, 21 житель поселения имел трудовую занятость. Уровень безработицы на тот момент был нулевым, хотя половина всех взрослых не была частью рабочей силы. Средний доход домохозяйства составлял $10,417, а доход на душу населения — $3,707. Число жителей с низким уровнем жизни достаточно велико.

## Экономика и госуслуги
В деревне отсутствуют какие-либо государственные учреждения. Электроснабжение дома получают от индивидуальных генераторов. Государственные школы отсутствуют.
Основным источником занятости населения служат несколько лесозаготовительных лагерей на острове Афогнаке.
Из Кадьяка летает гидросамолёт.